# Jardim 5 de Outubro
O Jardim 5 de Outubro, ou Jardim da Burra, é um jardim em Lisboa situado na freguesia da Estrela. O jardim desenvolve-se no lado nascente da Basílica da Estrela e no seu centro encontra-se uma estátua de bronze que representa a Santa Família de Costa Motta (tio).
Nele há um quiosque centenário que pertenceu ao jornal "O Século", e que teve várias funções, tais como, o apoio a uma praça de táxis, nos anos 60 e 70, e abrigo do funcionário da estação de combustíveis nos anos 90.